# Дитрих IV фон Бронкхорст-Батенбург
Дитрих IV/Дирк (Дидрих) фон/ван Бронкхорст-Батенбург (на немски: Dietrich IV/Dirk Graf von/van Bronckhorst-Batenburg; * 24 март 1578; † 16 юни 1649) е граф на Бронкхорст-Батенбург, фрайхер на Батенбург и Анхолт, господар на Анхолт, Мойланд и Баер в Германия.
Той е големият син на Якоб фон Бронкхорст (1553 – 1582), господар на Анхолт, и съпругата му Гертруд фон Милендонк, фрау фон Драхенфелс и Кьонигсвинтер (1552 – 1612), дъщеря на Дитрих II фон Милендонк, господар на Милендонк, Драхенфелс, Ройланд († 1575) и Теодора фон Бронкхорст-Гронсфелд († 1563). Внук е на Дирк ван Бронкхорст-Батенбург, господар на Анхолт (1504 – 1586) и Елизабет де Нойелес († 1558).
Брат е на императорския фелдмаршал граф Йохан Якоб фон Бронкхорст-Батенбург (1582 – 1630) и на Елизабет фон Бронкхорст-Батенбург (1579 – 1639), омъжена 1613 г. за Вилхелм фон Кетлер (1575 – 1627).
На 14 септември 1621 г. Дитрих фон Бронкхорст-Батенбург е издигнат от император Фердинанд II на наследствен граф.
На 5 декември 1645 г. Дитрих фон Бронкхорст-Батенбург, както е определено в брачния договор, преписва на зет си Леополд Филип Карл фон Залм господството Анхолт и други територии.

## Фамилия
Дитрих IV фон Бронкхорст-Батенбург се жени на 4 март 1612 г. за Филиберта ван Имерсел-Бокховен († 13 май 1613), вдовица на Валравен ван Хаефтен, дъщеря на Енгелберт ван Имерсел-Бокховен (* 1550) и Йохана Йозина ван Гревенброек († ок. 1594). Бракът е бездетен.
Дитрих IV фон Бронкхорст-Батенбург се жени втори път на23 февруари 1616 г. за Мария Анна фон Имерсел († 4 май 1624), дъщеря на Дирк ван Имерсеел († 1610) и Мария ван Ренесе († 1622). Те имат дъщеря.
- Мария Анна фон Бронкхорст-Батенбург (* 4 май 1624; † 16 октомври 1661, Ремиремон), наследничка на Анхолт, омъжена на 22 октомври 1641 г. за княз Леополд Филип Карл фон Залм (* 1619 или 1620, дворец Нойвилер; † 23 декември 1663, замък Анхолт)[4]

## Галерия
- Замък Анхолт
- Батенбург 1674 (J. de Grave)
- Батенбург, руина 2015